# Aechmea nudicaulis
Aechmea nudicaulis är en gräsväxtart som först beskrevs av Carl von Linné, och fick sitt nu gällande namn av August Heinrich Rudolf Grisebach. Aechmea nudicaulis ingår i släktet Aechmea och familjen Bromeliaceae.

## Underarter
Arten delas in i följande underarter:
- A. n. aequalis
- A. n. cuspidata
- A. n. nordestina
- A. n. nudicaulis

## Bildgalleri

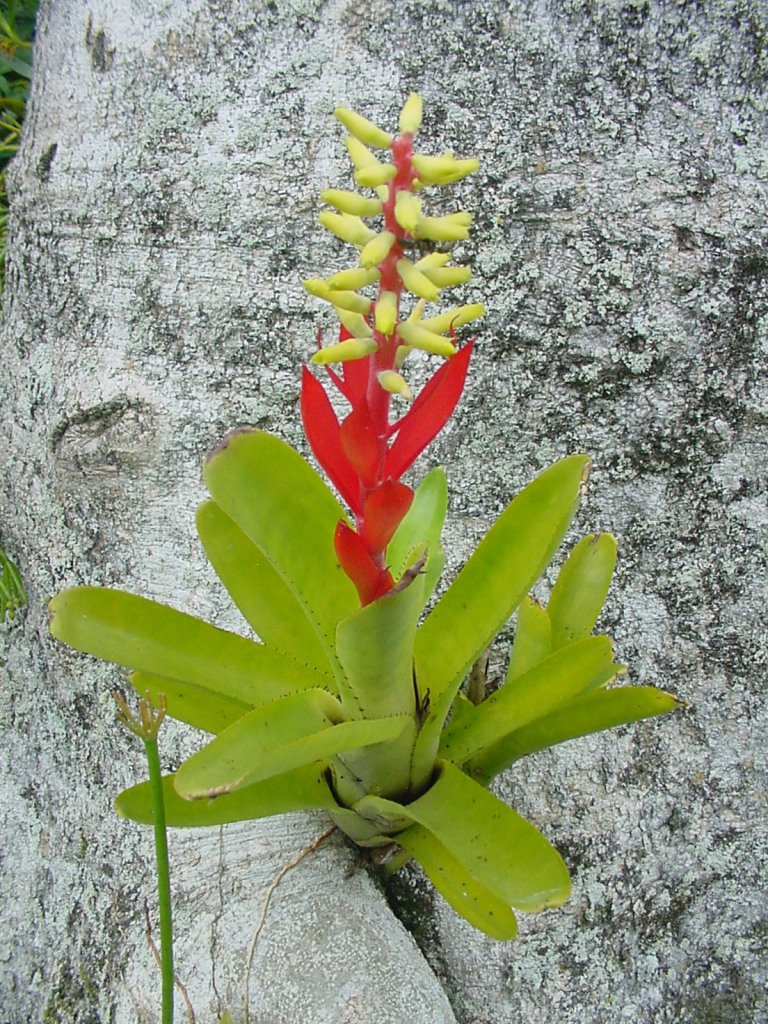
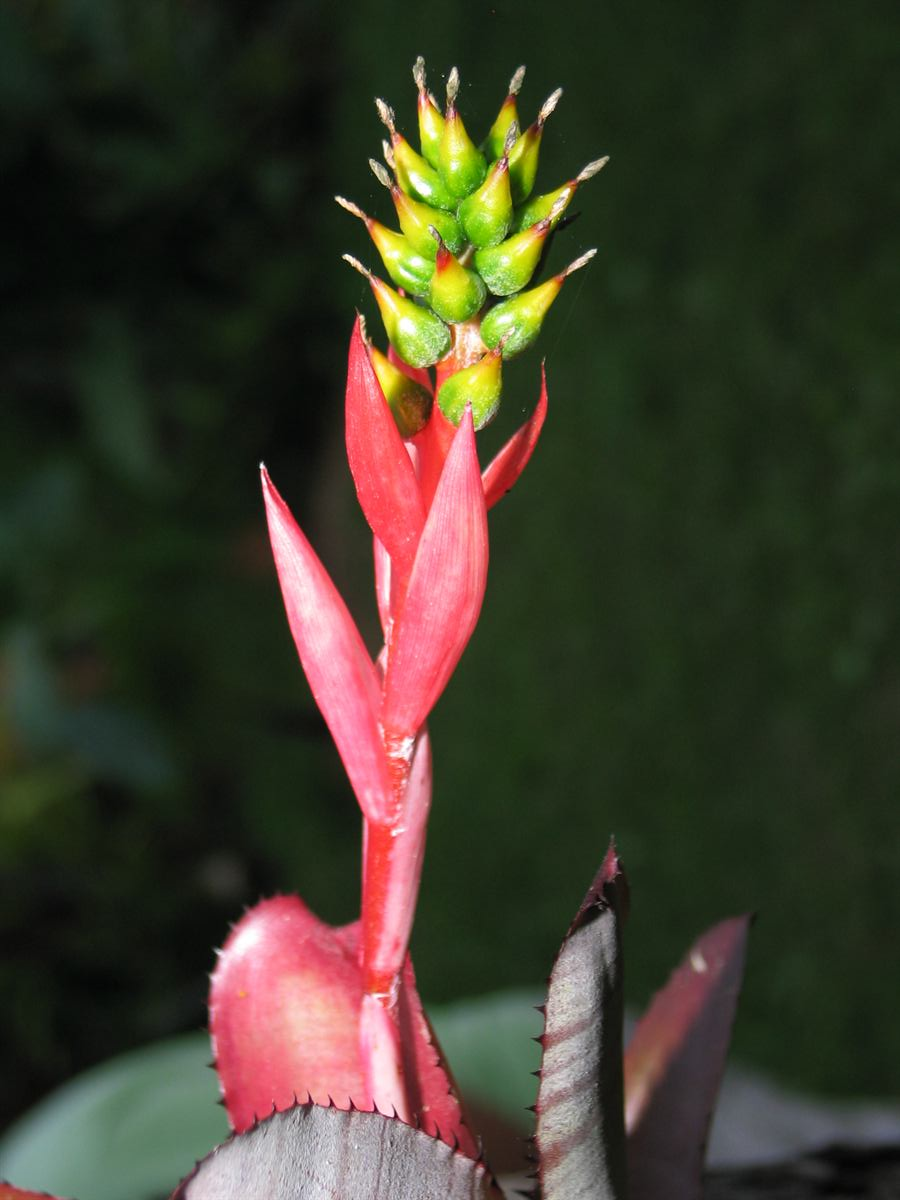
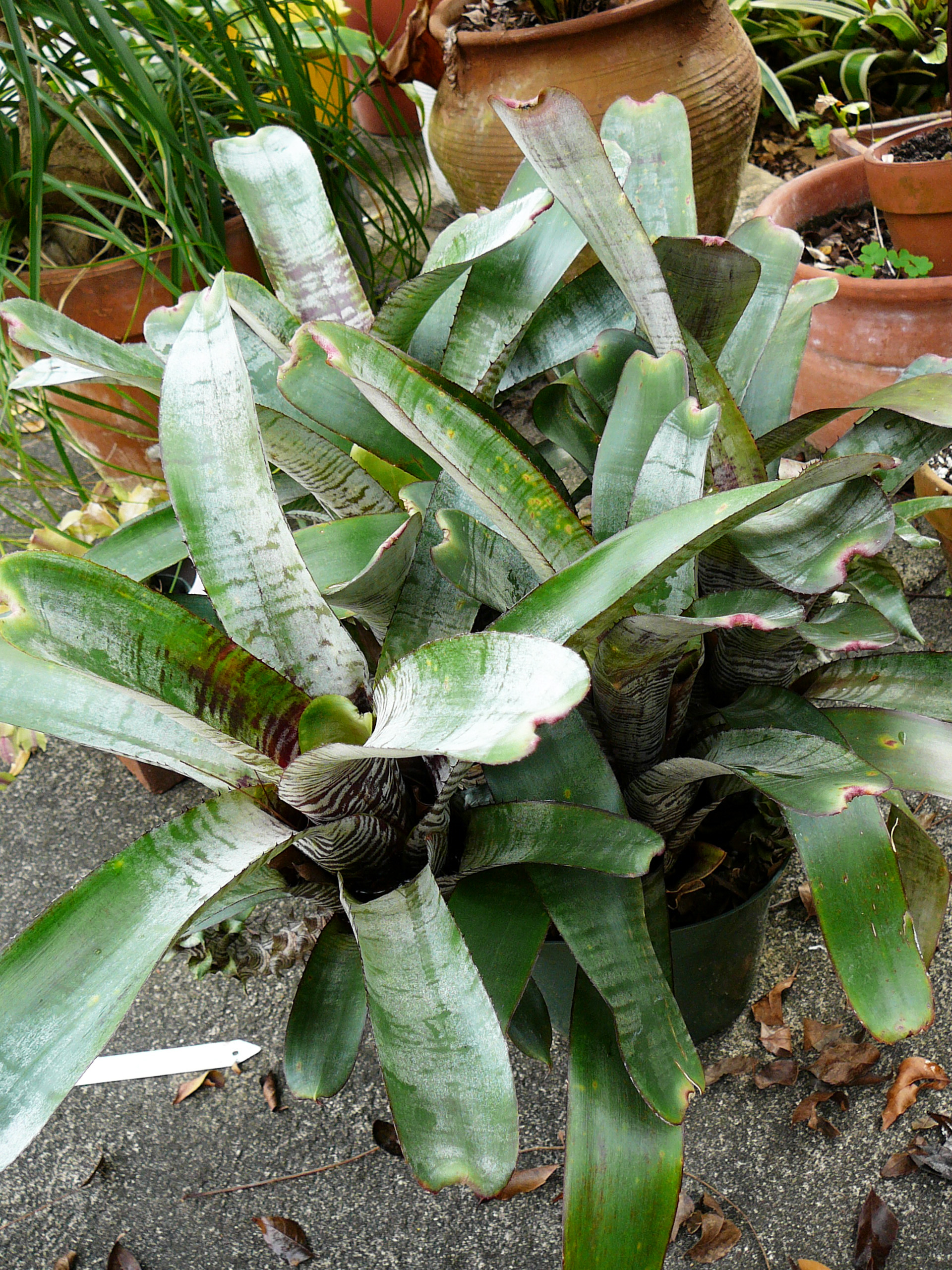
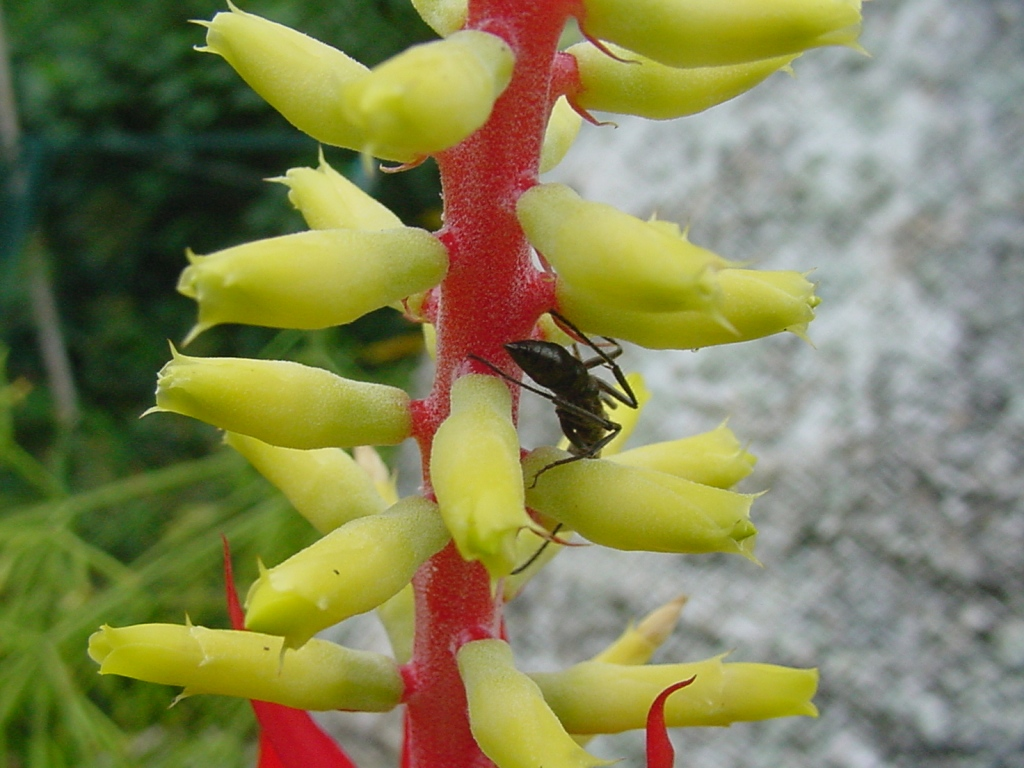
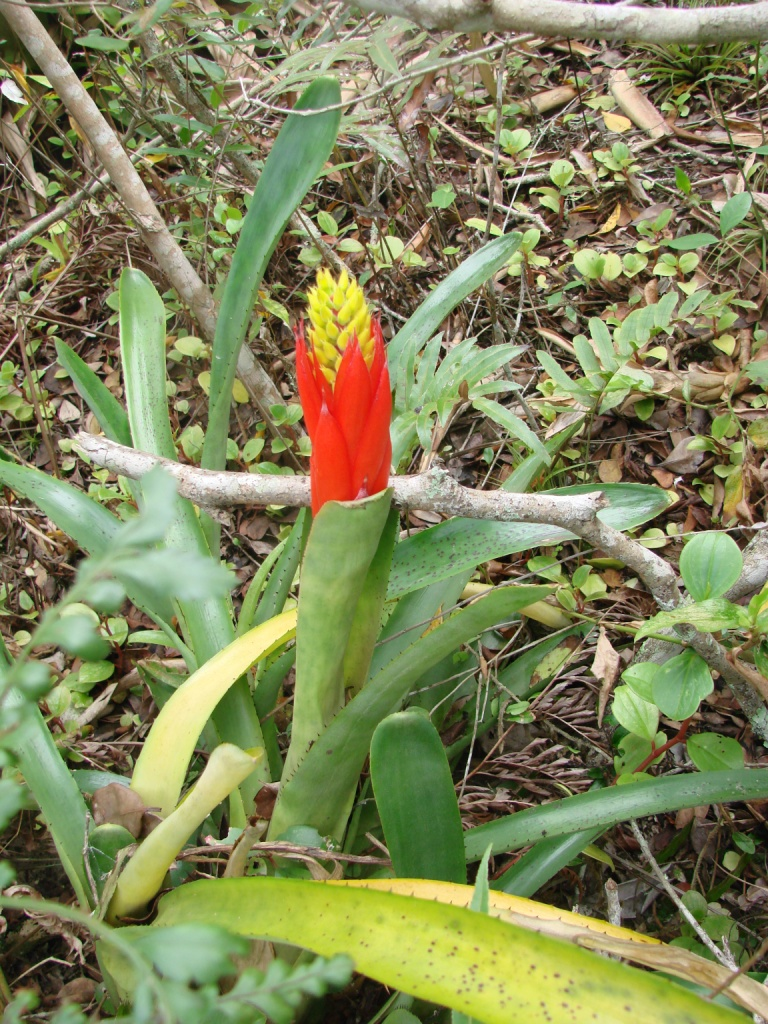